# Движение Солидарност (Кипър)
Движение Солидарност (на гръцки: Κίνημα Αλληλεγγύη) е кипърска националистическа политическа партия.

## История
Партията възниква след като Елени Теохарус напуска консервативния Демократически съюз през ноември 2015 г., в знак на протест за подкрепата на партията за двузонален Кипър. Движение Солидарност е създадена през януари 2016 г., като скоро след това, дясната Евроко се влива в нея през март същата година. Движение Солидарност претендира да спечели всички 56 места на изборите за парламент през 2016 г.
На 9 март 2016 г. Теохарус се присъединява към Алианса на европейските консерватори и реформисти, след като се оттегля от Европейската народна партия.